# Durch den wilden Westen
Durch den wilden Westen ist eine osteuropäische Verfilmung des Romans Gabriel Conroy von Bret Harte, die am 15. Juni 1979, gekürzt auf 98 Minuten, in den DDR-Kinos anlief.

## Inhalt
Gabriel Conroy ist einer der vielen, die zu Zeiten des frühen kalifornischen Goldrausches im letzten Drittel des 19. Jahrhunderts unterwegs sind. Er wird dabei mit plötzlichem Reichtum durch Ölfunde, Enttäuschung über seinen Kompagnon, der ihn erpresst und betrügt, und dem Unglück des Verlusts seiner Frau, die ermordet wird, konfrontiert. Er beschließt, wieder sein Leben als Abenteurer und Goldsucher aufzunehmen.

## Kritik
„Abenteuerfilm mit gesellschaftskritischen Absichten; der mißglückte Versuch eines osteuropäischen Western.“